# Gel (farmacologia)
I gel (detti anche geli) sono un tipo di forma farmaceutica, ovvero un modo in cui si può preparare un farmaco.

## Aspetto
Si presentano come un semisolido omogeneo contenente delle piccole bolle d'aria. Importante che le bolle d'aria non siano di dimensioni troppo elevate, durante la preparazione si deve infatti evitare che venga incorporata aria in eccesso.

## Composizione
Nello specifico, i gel sono costituiti da liquidi gelificati per mezzo di opportuni gelificanti ed a seconda dei liquidi base e dei gelificanti che li compongono si possono distinguere in:

### Gel idrofobi (o oleogel)
Sono preparazioni le cui basi sono generalmente costituite da paraffina liquida con polietilene o oli grassi gelificati con silice colloidale, saponi di alluminio o zinco.

### Gel idrofili (o idrogel)
Sono preparazioni le cui basi solitamente contengono acqua, glicerolo, glicole polietilenico gelificati con sostanze quali amido, derivati della cellulosa, polimeri carbossivinilici o silicati di magnesio-alluminio.

## Uso
I gel sono forme farmaceutiche ad uso esterno e per applicazioni locali, infatti fanno parte di quelle che la Farmacopea Ufficiale Italiana definisce come preparazioni semisolide per applicazione cutanea, sono cioè forme destinate al rilascio locale transdermico di principi attivi, oppure hanno azione emolliente o protettiva. 